# Kodama Tsuyoshi
Tsuyoshi Kodama (児玉 剛 Kodama Tsuyoshi,  sinh ngày 28 tháng 12 năm 1987) là một cầu thủ bóng đá người Nhật Bản hiện tại thi đấu cho Montedio Yamagata ở J2 League.

## Thống kê câu lạc bộ
Cập nhật đến ngày 23 tháng 2 năm 2018.
| Thành tích câu lạc bộ | Thành tích câu lạc bộ | Thành tích câu lạc bộ | Giải vô địch | Giải vô địch | Cúp                   | Cúp                   | Khác    | Khác      | Tổng cộng | Tổng cộng |
| Mùa giải              | Câu lạc bộ            | Giải vô địch          | Số trận      | Bàn thắng    | Số trận               | Bàn thắng             | Số trận | Bàn thắng | Số trận   | Bàn thắng |
| Nhật Bản              | Nhật Bản              | Nhật Bản              | Giải vô địch | Giải vô địch | Cúp Hoàng đế Nhật Bản | Cúp Hoàng đế Nhật Bản | Khác1   | Khác1     | Tổng cộng | Tổng cộng |
| --------------------- | --------------------- | --------------------- | ------------ | ------------ | --------------------- | --------------------- | ------- | --------- | --------- | --------- |
| 2010                  | Kyoto Sanga           | J1 League             | 0            | 0            | 0                     | 0                     | –       | –         | 0         | 0         |
| 2011                  | Kyoto Sanga           | J2 League             | 0            | 0            | 0                     | 0                     | –       | –         | 0         | 0         |
| 2012                  | Kyoto Sanga           | J2 League             | 0            | 0            | 0                     | 0                     | 0       | 0         | 0         | 0         |
| 2013                  | Kyoto Sanga           | J2 League             | 0            | 0            | 1                     | 0                     | 0       | 0         | 1         | 0         |
| 2014                  | Ehime FC              | J2 League             | 39           | 0            | 1                     | 0                     | –       | –         | 40        | 0         |
| 2015                  | Ehime FC              | J2 League             | 42           | 0            | 1                     | 0                     | 1       | 0         | 44        | 0         |
| 2016                  | Ehime FC              | J2 League             | 42           | 0            | 2                     | 0                     | –       | –         | 44        | 0         |
| 2017                  | Montedio Yamagata     | J2 League             | 38           | 0            | 1                     | 0                     | –       | –         | 39        | 0         |
| Tổng                  | Tổng                  | Tổng                  | 161          | 0            | 6                     | 0                     | 1       | 0         | 168       | 0         |

1Includes Promotion Playoffs to J1.